# Donington Park
Donington Park är en racerbana i Castle Donington, 17 kilometer sydost om Derby i England. 
Europas Grand Prix 1993 i Formel 1 kördes på Donington Park. Världsmästerskapen i Grand Prix Roadracing (MotoGP) kördes på banan från 1987 till 2009. Numera körs bland annat Superbike, British Touring Car Championship och från och med 2011 även World Touring Car Championship på banan.
Det var tänkt att Donington Park skulle ersätta Silverstone Circuit som Storbritanniens Grand Prix från och med säsongen 2010, men så blev det inte.